# Бидлијер
Бидлијер (фр. Budelière) насеље је и општина у централној Француској у региону Лимузен, у департману Крез која припада префектури Обисон.
По подацима из 2011. године у општини је живело 780 становника, а густина насељености је износила 31,11 становника/km². Општина се простире на површини од 25,07 km². Налази се на средњој надморској висини од 415 метара (максималној 449 m, а минималној 293 m).

## Демографија
| 1962. | 1968. | 1975. | 1982. | 1990. | 1999. | 2011. |
| ----- | ----- | ----- | ----- | ----- | ----- | ----- |
| 636   | 689   | 623   | 715   | 756   | 755   | 780   |

График промене броја становника у току последњих година